# 中国共产党太原市委员会
中国共产党太原市委员会，简称中共太原市委，是中国共产党在山西省太原市的领导机关。
中共太原市委由中国共产党太原市代表大会选举产生。在代表大会闭会期间，执行中国共产党山西省委员会的指示和中国共产党太原市代表大会的决议，领导太原市的工作，定期向中国共产党山西省委员会报告工作。

## 职责
根据《中国共产党地方委员会工作条例》，中国共产党地方委员会主要实行政治、思想和组织领导，承担下列职能：
1. 对本地区重大问题作出决策。
2. 通过法定程序使党组织的主张成为地方性法规、地方政府规章或者其他政令。
3. 加强对本地区宣传思想文化工作的领导，牢牢掌握意识形态工作领导权、话语权。
4. 按照干部管理权限任免和管理干部，向地方国家机关、政协组织、人民团体、国有企事业单位等推荐重要干部。
5. 支持和保证人大、政府、政协、法院、检察院、人民团体等依法依章程独立负责、协调一致地开展工作，发挥这些组织中党组的领导核心作用。
6. 加强对本地区群团工作和统一战线工作的领导。
7. 动员、组织所属党组织和广大党员，团结带领群众实现党的目标任务。